# Siberische goldrush
De Siberische goldrush (Russisch: Sibirskaja zolotaja lichoradka) was de in de 19e en begin 20e eeuw plaatsvindende trek van arbeiders en gelukzoekers naar Siberië, waar goud gevonden was. 

## Geschiedenis
Nadat in de Oeral in 1630 ijzer en koper was ontdekt, opende de eerste mijn daar in 1696. Rond 1730 was de zuidelijke Oeral het grootste mijnbouw- en metaalbewerkingscentrum van het Russische Rijk. De eerste goudmijn van Rusland werd geopend bij Berjozovski in 1748.
De eerste mijnbouw in Siberië begon in de vroege 18e eeuw. De mijnbouw startte in de noordelijke uitlopers van het Altaigebergte waar ijzer, koper, lood en zink werd gevonden en vlak bij Nertsjinsk (ongeveer 200 kilometer ten oosten van Tsjita) waar naar zilver werd gedolven.

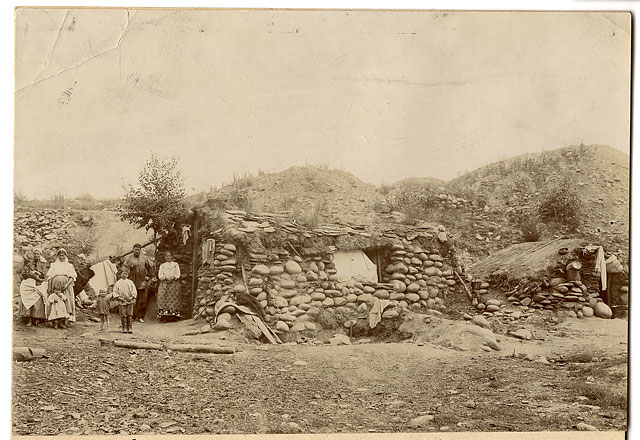
Goudzoekers bij Minoesinsk (nu kraj Krasnojarsk) in 1911

Toen er in 1838-1839 goud werd gevonden in het stroomgebied van de Jenisej ontstond de Siberische goldrush. Duizenden kwamen naar het gebied om hun geluk te beproeven. Tot 1876 waren de goudvelden van de Jennisej de grootste van het Russische Rijk. Meer dan 20% van al het goud kwam toen daarvandaan. Hierna waren de goudvelden van de Lena de grootste. In 1908 werkten hier meer dan 30.000 mensen.
De mensen die hierheen kwamen bestonden uit een mengelmoes van zwervende bannelingen (verbannen uit het "echte" Rusland; lange tijd was alles achter de Oeral een kolonie van het Russische Rijk), boeren, en Chinese koelies (hardwerkende, vaak geminachte werkers) die het zware werk in de mijnen moesten doen. De werkomstandigheden in de mijnen waren vaak zeer slecht en al helemaal slecht in de mijnen die werden gebruikt als dwangarbeiderskampen voor politieke gevangenen. 
In 1910 werd er een zeer rijke goudader gevonden langs de rivier Kolyma. De mijnbouw startte hier echter pas toen Stalin hier zijn gevangenen liet werken in de Kolymamijnen en de Bottenweg van Jakoetsk naar Magadan werd aangelegd. Deze weg en de goudmijnen werden bekend als een van de beruchtste onderdelen van het goelagsysteem.
Net als bij de goldrush van Klondike groeiden de regio's rondom de mijnbouw sterk in handel en landbouw. Grote (industrie)steden ontstonden, zoals Barnaoel (Altaj), Irkoetsk en Jekaterinenburg (Oeral).